# Kantonsspital St. Gallen

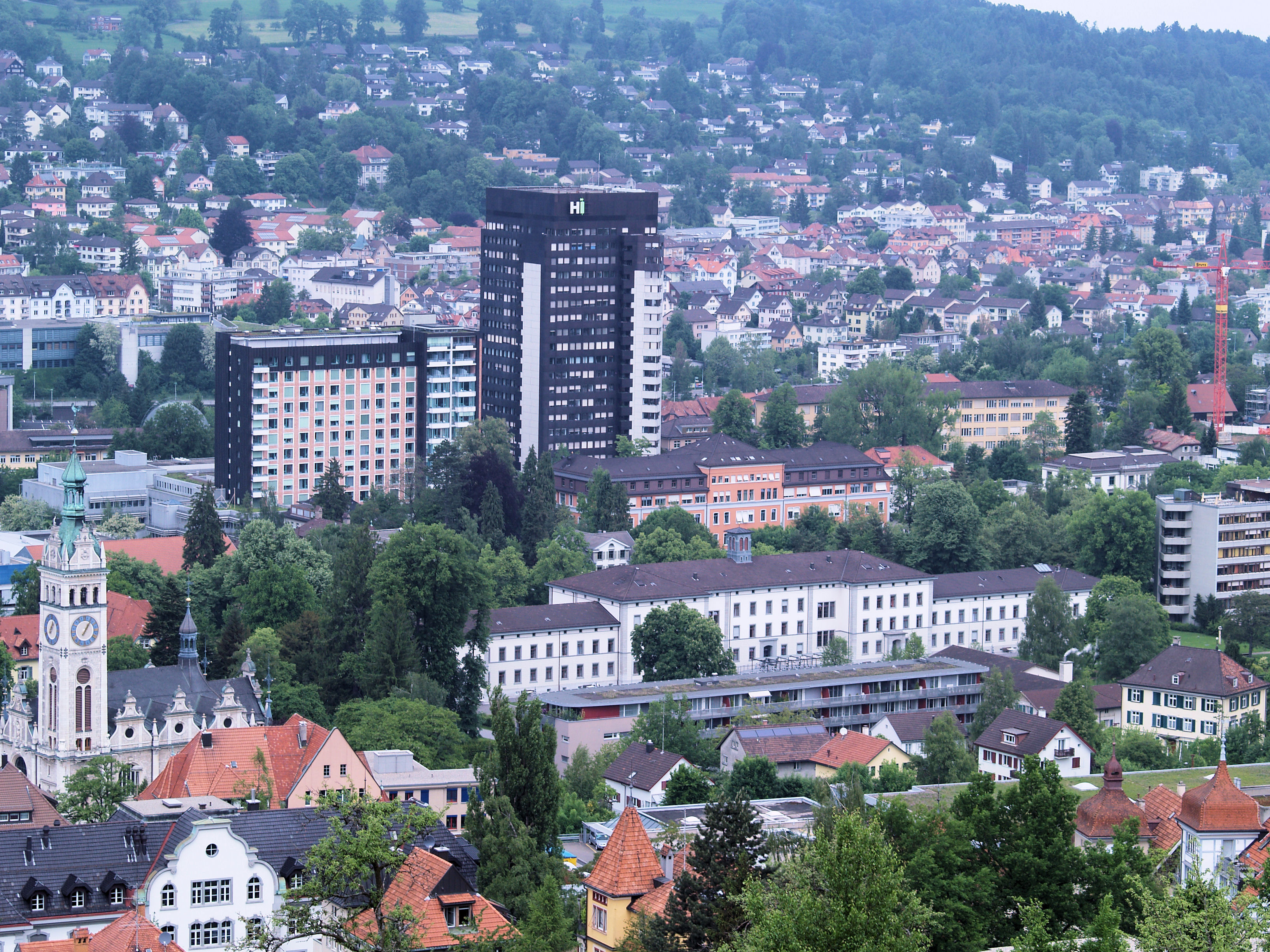
Ansicht des Spitals von Dreilinden aus

Das Kantonsspital St. Gallen (KSSG) ist das sechstgrösste Spital der Schweiz und darf aufgrund einer Ermächtigung des Kantons St. Gallen den Namenszusatz «universitäres Lehr- und Forschungsspital»  verwenden. Als «Spitalverbund Kantonsspital St. Gallen» mit dem Spital in St. Gallen, dem Ambi Rorschach sowie dem Ambi Flawil übernimmt es als einer der insgesamt vier St. Galler Spitalverbunde die medizinische Grundversorgung für die Bewohner des Einzugsgebiets. Das Spital umfasst über 50 Kliniken, die primär auf dem Hauptareal in der St. Galler Innenstadt ansässig sind.
Auf den 1. Januar 2025 schlossen sich die bislang vier Spitalverbunde «Kantonsspital St.Gallen», «Spitalregion Rheintal Werdenberg Sarganserland», «Spital Linth» und «Spitalregion Fürstenland Toggenburg» zu einem gemeinsamen Unternehmen mit dem neuen Namen «HOCH Health Ostschweiz» zusammen. Die Spitalstandorte tragen jedoch weiterhin ihre bisherigen Namen, allerdings in Kombination mit dem neuen Logo und Akronym des neuen Namens.

## Das Kantonsspital St. Gallen
Zum mit dem 31. Dezember 2024 endenden «Spitalverbund Kantonsspital St. Gallen» gehören das Kantonsspital in St. Gallen, das Ambi Rorschach und, zusammen mit dem Spital Wil, das Ambi Flawil sowie das Adipositaszentrum in der Oberwaid. Das Kantonsspital in St. Gallen ist das Zentrumsspital der Ostschweiz. Stand 2024 stehen 652 Betten bei etwa 4000 Vollzeitstellen, 727 Ausbildungsplätzen, 380 dienstleistenden Temporären und 118 fremdfinanzierten Dritten zur Verfügung.
Als sechstgrösstes und grösstes nicht-universitäres Spital der Schweiz übernimmt das Kantonsspital St. Gallen neben Grundversorgungsaufgaben für die Bevölkerung der Stadt St. Gallen Zentrumsfunktionen für die Einwohner des ganzen Kantons St. Gallen sowie der angrenzenden Regionen.
2024 wurden 584 Publikationen unter Beteiligung von Forschenden des Kantonsspitals veröffentlicht.

### Geschäftsgang
Der Geschäftsgang ist seit einigen Jahren unbefriedigend und von Verlusten gekennzeichnet. Nachdem bereits in den Vorjahren Verluste zu bewältigen waren, sind auch für das Jahr 2023 Verluste zu verbuchen. Für 2022 wies das KSSG (Spitalverbund 1) einen Verlust von 23 Mio. CHF aus, und die Gruppe der St. Galler Spitäler summiert einen Verlust von 52,6 Mio. CHF. Für 2023 resultierte beim KSSG ein Verlust von 25,5 Mio. CHF und für die Gruppe ein operativer Verlust von rund 60 Mio. CHF, während sich die Gesamtverluste aufgrund von Wertberichtigungen wieder auf rund 100 Mio. CHF beliefen. Im Jahr 2024 konnte ein Jahresergebnis von 7,58 Mio. CHF erzielt werden.

### Massenentlassungen
Am 28. September 2023 räumten Geschäftsleitung und Verwaltungsrat in einer Orientierung der Medien eine dramatische finanzielle Lage ein und kündigten eine Massenentlassung im Umfang von 440 Arbeitsstellen in den St. Galler Spitalverbunden an, davon allein 260 Stellen in St. Gallen selbst. Hiergegen regte sich Widerstand in der Bevölkerung, insbesondere aber bei den von den Entlassungen nicht betroffenen Mitarbeitenden der Pflege. Diese befürchten, dass sich die bereits vor den Entlassungen angespannte Personalsituation nun noch weiter verschlechtert und auch die Versorgung der Patienten gefährdet. Im November 2023 wurde bekannt, dass mit 117 betroffenen Mitarbeitenden in allen vier Spitalverbunden weniger Kündigungen ausgesprochen werden mussten, als ursprünglich angenommen. Das KSSG erhielt die Vorgabe, Personalkosten im Umfang von rund 260 Vollzeitstellen einzusparen.
Im Frühjahr 2024 häufen sich Meldungen seitens der Beschäftigten, die einen «Pflegeexodus» und die daraus resultierenden Folgen für die Pflegequalität reklamieren. Seitens des KSSG wird hierzu lediglich auf die übliche Fluktuation von jährlich etwa 10–11 % der Mitarbeitenden, das wären derzeit 600–700 Mitarbeitende jährlich, verwiesen.

### Personelles
Am 28. Mai 2024 trat die seit dem 1. Juli 2021 amtierende Leiterin (Chief Nursing Officer) des Departements Pflege mit sofortiger Wirkung zurück und schied aus der Geschäftsleitung aus. Das seither interimistisch geführte Departement erhält auf den 1. Mai 2025 eine neue Leiterin, die in dieser Funktion auch Mitglied der Geschäftsleitung des neuen Gesamtunternehmens HOCH Health Ostschweiz und spitalstandortübergreifend dem Departement Pflege & Therapeutische Dienste vorstehen wird.
Am 4. Dezember 2024 schied der seit 1. Mai 2022 amtierende und ab dem 1. Januar 2025 für das neue Gesamtunternehmen Hoch Health Ostschweiz vorgesehene CEO mit sofortiger Wirkung aus. Laut St. Galler Tagblatt sorgt dies, nach den zurückliegenden einschneidenden Massnahmen in allen Kostenbereichen, für erneute Verunsicherung unter den Mitarbeitenden. Und auch bei den politischen Parteien, wie auch ehemaligen Ärzten, löst diese überraschende Trennung Besorgnis aus und gerät nun auch der Verwaltungsrat der vier Spitalverbünde in die Kritik.

### Herzchirurgie
Als Zentrumsspital der Ostschweiz bietet das KSSG seit Jahrzehnten ein umfangreiches Leistungsspektrum in der Kardiologie. Es verfügte bislang jedoch über keinen Leistungsauftrag für die Herzchirurgie. Das KSSG plante daher zusammen mit  dem Universitätsspital Zürich (USZ) und dem Stadtspital Zürich (STZ) den Auf- und Ausbau einer gemeinsamen «Allianz in der Herzchirurgie». Die Infrastruktur hierfür hat das KSSG mit dem 2024 fertiggestellten Neubau des Hauses 07A bereits geschaffen. In diesem Neubau sind die für eine Herzchirurgie notwendigen speziellen Räumlichkeiten schon realisiert worden.
Die drei Spitäler haben sich im Rahmen der Spitalplanung 2024 bei den Kantonen Appenzell Innerrhoden, Appenzell Ausserrhoden und St. Gallen um Leistungsaufträge im Bereich der Herzchirurgie beworben. Mit erstmalig gleichlautenden Spitallisten dieser drei Kantone wurde der Bewerbung entsprochen. Seitens der Kantone wurde dies damit begründet, dass so der Unterversorgung in der Ostschweiz entgegengewirkt werde.
Diese Pläne für eine Herzchirurgie am KSSG stossen jedoch auf vielfachen Widerstand. Die Krankenversicherer befürchten eine – mangels entsprechender Fallzahlen und Auslastung – nur ungenügende Behandlungsroutine und damit ungenügende Behandlungsqualität, wie auch unnötig steigende Kosten für den Leistungsausbau, den die Beitragszahler berappen müssten. Die beiden Dachverbände Curafutura und Santésuisse beklagen die Dichte an Herzentren in der Schweiz als bereits nahezu doppelt so hoch, wie in den Nachbarländern, mit der Folge, dass von den bislang 16 Zentren in der Schweiz bereits fünf die von der Europäischen Gesellschaft für Herzchirurgie und Kardiologie angeratene jährliche Mindestfallzahl von 200 Eingriffen nicht erreichten. In nur einer Fahrstunde seien die Herzchirurgien im Herz-Neuro-Zentrum Bodensee in Münsterlingen, in der Klinik Hirslanden Zürich und in der Herzchirurgie am USZ/STZ Triemli erreichbar. Die Krankenversicherer haben deshalb beim Bundesverwaltungsgericht Beschwerde eingereicht und verlangen, dass dem KSSG der Leistungsauftrag im Bereich der Herzchirurgie wieder entzogen wird. Auch der benachbarte Kanton Thurgau hat beim Bundesverwaltungsgericht Beschwerde eingelegt, will sich aber wegen des laufenden Verfahrens nicht zu den Gründen äußern.
Der bekannte Schweizer Herzchirurg Thierry Carrel weist darauf hin, dass die Fallzahlen bei der Herzchirurgie zurückgehen, weshalb in der ganzen Schweiz sechs Herzchirurgien vollauf genügten, vier an Universitätsspitälern und zwei an grossen Privatkliniken. Der Gesundheitsökonom Heinz Locher stellt fest: «Die Ostschweiz braucht kein eigenes Herzzentrum – weder in St.Gallen noch im Thurgau.» Locher hält für eine genügende schweizweite Versorgung lediglich zwei Zentren für notwendig, eines in Lausanne und eines in Zürich, und allenfalls ein drittes Zentrum in Bern.
Das KSSG kann daher wohl noch eine ganze Weile keine Herzchirurgie einführen.

## Universitäres Lehr- und Forschungsspital
Nachdem das KSSG sich aufgrund fehlender Vollfakultät nicht als «Universitätsspital» oder «Universitäre Klinik» bezeichnen darf, hat die Regierung des Kantons das Spital am 26. April 2024 ermächtigt, den Namenszusatz «universitäres Lehr- und Forschungsspital» zu verwenden. Hiervon versprechen sich das Spital und der Kanton positive Effekte in Bezug auf die Attraktivität als Arbeitgeber, die Reputation bei Patientinnen und Patienten, den Zugang zu Forschungsmitteln und die Aushandlung der Basistarife.
Der Begriff «Universitäres Lehrspital» soll für die Bezeichnung von Spitälern an Standorten verwendet werden, an denen die Universität eine akkreditierte universitäre Masterausbildung in Humanmedizin anbietet, das Angebot jedoch begrenzt ist (keine Vollfakultät). Die Bezeichnung soll als Namenszusatz verwendet werden.

## Bautätigkeiten Neubauprojekt 2016–2028
Zur zentralisierteren Patientenversorgung und Optimierung des Behandlungsprozesses begann im Jahr 2016 das Bauprojekt «come together». Durch den Abbruch mehrerer kleinerer Gebäude und dem Neubau der Häuser 10, 07A, 07B sowie des Ostschweizer Kinderspitals soll zukünftig eine Infrastruktur geschaffen werden, welche der Entwicklung der medizinischen Leistungserbringung Rechnung trägt. Durch den Neubau erhält das Kantonsspital St. Gallen nicht nur ein neues Aussehen, sondern auch die Prozesse können optimiert werden, was effizientere und kostengünstigere Abläufe zur Folge hat. Das Generationenprojekt wird in verschiedene Bauetappen unterteilt und soll 2028 mit dem Bezug des Hauses 07B abgeschlossen werden.

## Geschichte
In der Stadt St. Gallen wurde der Heilung immer schon eine besondere Stellung zuteil. Die Fürstabtei St. Gallen dominierte die Stadt und deren Tradition. Dazu gehörte auch die Benediktinerregel, die besagt, dass Krankenpflege zu einer «der vornehmen Pflichten der Mönche» gehört. So zeigt der St. Galler Klosterplan von 820 eine bis ins Detail gehende Spitalabteilung im Innern des Klosters und einen dazugehörigen Arzneikräutergarten auf. Zudem ist bekannt, dass Abt Otmar nicht sehr weit vom Kloster entfernt ein Spital für Kranke und kranke Wallfahrer errichtet hatte. Das weitere Schicksal dieses Spitals ist nicht bekannt. Es fiel wahrscheinlich 937 dem Klosterbrand zum Opfer oder wurde durch einen Angriff der Ungarn zerstört. Im Nordwesten des Klosterareals wurde jedoch darauf das «Bruederhus» als neue Krankenanstalt in Betrieb genommen, welches dann 1532 von der Stadt übernommen wurde und einging.
Im späteren Mittelalter gehörte die Gründung von Spitälern zur Ehrenpflicht. So entstand auch im Jahr 1228 in der Stadt St. Gallen, die sich allmählich an die Abtei angegliedert hatte, im Namen des Ritters und Truchsesses Ulrich von Singenberg und des gutbetuchten Stadtbürgers Ulrich Blarer 1228 ein Heiliggeistspital als wohltätige Stiftung.

### Das Seelhaus für Pilger, fremde Arme und Kranke
Das sogenannte «Seelhaus», 1503 gegründet, war Zufluchtsstätte für Pilger, fremde Arme und Kranke. Im Laufe der Jahrhunderte wurde es mehr und mehr zu einer Krankenanstalt umfunktioniert, in der auch chirurgische Eingriffe vorgenommen wurden. Es wurde vor allem von den in der Stadt niedergelassenen Fremden und Dienstboten der Bürger beherbergt. Da das alte Seelhaus im Laufe der Neuzeit baufällig geworden war, verkaufte es der Rat 1820 und kaufte ein grösseres Gebäude für die Seelhausinsassen. Diese Anstalt wurde meistens als «Fremdenspital» bezeichnet und war der Vorläufer des heutigen Kantonsspitals St. Gallen.

### Das Fremdenspital – der Vorläufer des Kantonsspital St. Gallen
Im Fremdenspital wurden schon früh moderne medizinische Behandlungen durchgeführt. So benutzte der damalige Wundarzt 1847 bei chirurgischen Eingriffen Äther oder Chloroform, welche zu dieser Zeit gerade erst in die ärztliche Praxis eingeführt wurden. Auch für die Heilung von Krätze benutzte der «Krankenvater» Ehrenzeller zusätzlich zum Schweisskasten eine selbst verfertigte Krätzseife, welche die Heilung um viele Tage verringerte.
Der auf Kesseler und W. Steinlin nachfolgende Hausarzt C. Wegelin beantragte im November zusätzlich eine Poliklinik für ambulante Kranke. Sie wurde 1863 eingerichtet und bewährte sich.

### Neubau des Fremdenspitals
Der Platz im bestehenden Fremdenspital wurde durch das Wachstum der Stadtbevölkerung nach 1850 immer knapper. Das Spital genügte zudem auch den sanitären Anforderungen nicht mehr. So sollte es durch einen Neubau erweitert werden und es bestand eine erste Bestrebung, das Spital zu einem Kantonsspital umzuwandeln, um dadurch die Krankenpflege auf kantonalem Gebiet zu verbessern. Doch die Kantonsregierung ging nicht weiter darauf ein. Dennoch wurde der Neubau unter der Spezialkommission von Herr Züblin, Architekt Simon, Architekt Kessler und den Ärzten Steinlin und Wegelin in Gang gesetzt.

### Die umkämpfte Umwandlung des Fremdenspitals in ein Kantonsspital
Nach der Gründung des Kantons St. Gallen um 1803 schlug die Sanitätskommission 1808 die Schaffung einer kantonalen Anstalt vor. Doch das Bestreben nach gemeinnützigen Anstalten und Vorgehen ebbte zu dieser Zeit merklich ab und der Gründung eines Kantonsspitals St. Gallen wurden viele Steine in den Weg gelegt.
Den Vorschlag für den Bau eines Kantonsspitals St. Gallen nahmen Werner Steinlin und Carl Wegelin erstmals 1858 wieder auf. Doch auch dieser Vorschlag wurde abgeschlagen. 1862 bemühte sich J. Laurenz Sonderegger um ein Kantonsspital St. Gallen. Trotz immer wiederkehrenden Niederlagen gab Sonderegger nicht auf und kämpfte unermüdlich mit immer neuen Briefen und Schreiben weiter, bis es schliesslich am 4. Juli 1869 so weit war und die Bürgerversammlung als letzte Instanz der Umsetzung eines Kantonsspitals St. Gallen doch noch zustimmte, was zur Gründung des Kantonsspitals St. Gallen 1873 führte.

### Gründung des Kantonsspitals St. Gallen und die ersten Jahre
Bereits früh war das Kantonsspital St. Gallen darauf ausgelegt, eine fachlich umfassende Versorgung zu bieten. Dies zeigt der Ankauf der gesamten Spitalswiese für den Ausbau in späteren Jahren. Das Kantonsspital St. Gallen wies schon bei der Gründung 1873 eine moderne Infrastruktur auf. So war es das schweizweit zweite Gebäude mit einer Zentralheizung. Bis heute zählt das Kantonsspital St. Gallen zu den modernsten und innovativsten Spitälern der Schweiz. Bereits früh behandelten die praktizierenden Ärzte in St. Gallen ein weites Spektrum an Krankheiten. Dies taten sie bereits auf einem fortgeschrittenen Niveau, so erfolgte die chirurgische Wundbehandlung bereits unter antiseptischen Bedingungen. Nach 15 Jahren war eine Konsolidierung der Position des Kantonsspitals in der medizinischen Landschaft des Kantons St. Gallen eingetreten und das Vertrauen in das Spital in einer breiten Bevölkerungsschicht verankert.

### Veränderungen bis 1917
Aufgrund des stetigen Wachstums des Kantonsspitals hinsichtlich der Patienten- und Mitarbeiterzahlen, kam das Verlangen nach zunehmender Organisation auf. Es wurde die Stelle eines ärztlichen Direktors geschaffen, welcher der Spitalkommission beratend zur Seite stand und zugleich Chefarzt einer Abteilung war. Weiter wurden eine Besuchsordnung eingeführt und eine Hausordnung aufgestellt, in der Rechte und Pflichten im Detail beschrieben wurden. Die Baukommission begann regelmäßig Hygienekontrollen durchzuführen, um in den Kliniken und auch der Küche einen Gesundheitsstandard durchzusetzen. Mit der zunehmenden Anzahl Ärzte aus dem Universitätsspital Zürich, welche sich einer großen Zahl Assistenzärzte gewohnt waren, stieg die Zahl dergleichen auch im Kantonsspital St. Gallen. Dies stellt auch für die Assistenzärzte die Möglichkeit einer qualitativ hochwertigen Ausbildung dar. Da St. Galler Bevölkerung in den 90er-Jahren des 19. Jahrhunderts von zahlreichen Epidemien heimgesucht wurden, bewährte sich die Nähe eines großen modernen Spitals.

### Eine neue Ära
Nach 1917 begann der Übergang zu der heutigen Organisationsform. Anstatt eines einzigen Chefarztes, der als Direktor dem Spital vorsteht, wurde die Konferenz der Chefärzte gegründet. Bei der zunehmenden schweizweiten Verbandsbildung beteiligte sich das Kantonsspital. Die folgenden Jahre sahen weitere Innovationen auch im Personalbereich. So wurde zwar die 48-Stunden-Woche für das gesamte Spitalspersonal eingeführt, dies war jedoch für gewisses Personal aufgrund der Arbeitsmenge unrealistisch. Weitere Liegenschaften wurden dem Spitalverbund hinzugefügt, da neben der Zahl an Technologien wie Röntgenanlagen auch die Patientenzahl stetig stieg.

## Fussnoten
1. 1 2 3  KSSG ist «universitäres Lehr- und Forschungsspital». (PDF) In: Kanton St.Gallen. Staatskanzlei, 26. April 2024, abgerufen am 29. April 2024.
2. ↑  Zusammenschluss der St.Galler Spitalverbunde. In: Kantonsspital St.Gallen - Marketing & Kommunikation. Abgerufen am 4. Dezember 2024.
3. ↑  Ambi Flawil. In: Kantonsspital St.Gallen. Abgerufen am 11. September 2024.
4. ↑  Ambi Flawil. In: Spitalregion Fürstenland Toggenburg. 26. Februar 2024, abgerufen am 11. September 2024.
5. ↑  Geschäftsbericht 2023 Kennzahlen (kssg.ch). Abgerufen am 18. April 2024.
6. ↑  Geschaeftsbericht-2024.pdf (kssg.ch). (PDF) Kantonsspital St. Gallen, abgerufen am 13. Juni 2025.
7. ↑  Rossella Blattmann: Es ist ein riesiger Spagat: Sechs Fragen und Antworten zur Personalsituation am St.Galler Kantonsspital. In: St.Galler Tagblatt. CH Regionalmedien AG, Aarau, 12. April 2023, abgerufen am 19. April 2024.
8. 1 2  Auch die St. Galler Spitäler fahren hohe Verluste ein. In: Medinside. just-medical Verlag, Baar, 20. März 2024, abgerufen am 19. April 2024.
9. ↑  Jahresmedienkonferenz St.Galler Spitäler, Ad-hoc-Mitteilungen gem. Art.53 KR. In: KSSG. KSSG, 15. März 2022, abgerufen am 19. April 2024.
10. ↑  St.Galler Spitäler schreiben Verlust von 102 Millionen. In: Wil24. Cavelti Medien AG, Gossau, 15. März 2022, abgerufen am 19. April 2024.
11. ↑  Jahresmedienkonferenz St.Galler Spitäler - Ad-hoc-Mitteilungen gem. Art.53 KR. In: KSSG. KSSG, 8. März 2023, abgerufen am 19. April 2024.
12. ↑  Renato Schatz: St.Galler Spitäler schliessen mit einem 100-Millionen-Verlust ab: Das sind die Gründe für die erneut alarmierenden Zahlen. In: St.Galler Tagblatt. CH Regionalmedien AG, Aarau, 20. März 2024, abgerufen am 19. April 2024.
13. ↑  St.Galler Spitäler weisen für 2022 insgesamt einen Verlust von 52,6 Millionen aus. (PDF) In: KSSG. Verwaltungsrat der Spitalverbunde des Kantons St.Gallen, 8. März 2023, abgerufen am 19. April 2024.
14. ↑  Finanzkommentar. (PDF) In: KSSG. Finanzkontrolle des Kantons St.Gallen, 4. April 2024, abgerufen am 19. April 2024.
15. ↑  Kennzahlen 2024 - Geschäftsbericht 2024. Abgerufen am 28. April 2025.
16. ↑  Sandro Zulian: Wut und Verzweiflung am Kantonsspital St. Gallen. In: Blick-Gruppe. Ringier AG, Brühlstr. 5, 4800 Zofingen, 28. September 2023, abgerufen am 13. November 2023.
17. ↑  St. Galler Spitäler bauen 440 Stellen ab – Grund ist die schlechte finanzielle Lage. In: Neue Zürcher Zeitung AG, Zürich. 28. September 2023, abgerufen am 13. November 2023.
18. ↑  Massenentlassungen am KSSG: Personal lehnt sich auf. Abgerufen am 13. November 2023.
19. ↑  Angestellte wehren sich gegen skandalöse Massenentlassung im Kantonsspital St. Gallen. Abgerufen am 13. November 2023.
20. ↑  Regula Weik: St.Galler Spitäler: «Die Sicherheit der Patienten ist gefährdet». 10. Oktober 2023, abgerufen am 13. November 2023.
21. ↑  Geschäftsbericht Ereignisse 2023. Abgerufen am 18. April 2024.
22. ↑  KSSG: Mitarbeitende sprechen von Pflegeexodus. In: just-medical Verlag, Baar. 12. April 2024, abgerufen am 19. April 2024.
23. ↑  Barbara Giger-Hauser wird neue Leiterin des Departements Pflege. In: Kantonsspital St.Gallen. 23. Dezember 2020, abgerufen am 4. Dezember 2024.
24. ↑  pd/jos: Knall beim KSSG: Sofortiger Rücktritt von Barbara Giger-Hauser. In: rheintal24.ch. MetroComm AG, St. Gallen, 28. Mai 2024, abgerufen am 4. Dezember 2024.
25. ↑  Die Ostschweiz: Unterschiedliche Auffassungen: Barbara Giger-Hauser tritt per sofort aus der Geschäftsleitung des Kantonsspitals St.Gallen zurück. In: Ostschweizer Medien AG, St. Gallen. Galledia Regionalmedien, 28. Mai 2024, abgerufen am 4. Dezember 2024.
26. ↑  Jacqueline Bender wird CNO. In: KSSG.ch. Kantonsspital St.Gallen, St.Gallen, 19. November 2024, abgerufen am 5. Dezember 2024.
27. ↑  Anna Birkenmeier (ab): Neue CNO für das Kantonsspital St. Gallen. In: medinside.ch. just-medical!, Baar, 20. November 2024, abgerufen am 5. Dezember 2024.
28. 1 2  Eva Wenaweser, Marcel Elsener: KSSG: Wechsel in der Unternehmensleitung. In: St.Galler Tagblatt, St. Gallen. CH Regionalmedien AG, Aarau, 4. Dezember 2024, abgerufen am 4. Dezember 2024.
29. ↑  sda: Geschäftsführer des Kantonsspital St.Gallen geht per sofort. In: Watson.ch. CH Regionalmedien AG, Zürich, 4. Dezember 2024, abgerufen am 4. Dezember 2024.
30. ↑  pd: St.Galler Kantonsspital: Parteien zum Knall um Abgang des CEO. In: St. Galler Tagblatt. CH Regionalmedien AG, Aargau, 10. Dezember 2024, abgerufen am 18. Dezember 2024.
31. ↑  Unverständnis: CEO des KSSG geht – ehemalige Ärzte äussern Kritik an Spitalleitung. In: TVO AG, St. Gallen. CH Media Holding AG, Aarau, 6. Dezember 2024, abgerufen am 18. Dezember 2024 (Schweizer Hochdeutsch).
32. ↑  Jochen Tempelmann: «Eklatante Führungsfehler»: Ehemalige Chefärzte kritisieren die Trennung von Spital-CEO Stefan Lichtensteiger - St.Galler Parteien reagieren. In: Liechtensteiner Vaterland. Vaduzer Medienhaus AG, Vaduz (Liechtenstein), 6. Dezember 2024, abgerufen am 18. Dezember 2024.
33. ↑  Stephan Ziegler: St.Galler Spitäler: Der lange Weg zum Unternehmen. In: LEADER digital - Das Ostschweizer Wirtschaftsportal. MetroComm AG, St. Gallen, 28. Mai 2024, abgerufen am 5. Dezember 2024.
34. ↑  Kantonsübergreifende Allianz im Bereich Herzchirurgie geplant. In: Klinik für Herzchirurgie (Allianz Herzchirurgie Zürich). Universitätsspital Zürich, 24. Oktober 2023, abgerufen am 5. Dezember 2024.
35. ↑  chrisign gmbh, web management, weinfelden thurgau: Neue Allianz will Herzchirurgie ans Kantonsspital St.Gallen bringen. 24. Oktober 2023, abgerufen am 5. Dezember 2024.
36. ↑  Ralph Pöhner (rap): Kantonsspital St. Gallen: Grünes Licht für Herzchirurgie. In: medinside.ch. just-medical!, Baar, 22. März 2024, abgerufen am 5. Dezember 2024.
37. ↑  Reto Wattenhofer: Streit um Herzchirurgie in St.Gallen: Jetzt ziehen die Krankenkassen vor Gericht. In: watson.ch. CH Regionalmedien AG, Zürich, 23. April 2024, abgerufen am 5. Dezember 2024.
38. ↑  Ralph Pöhner (rap): Krankenkassen gegen weiteres Herzchirurgie-Zentrum. In: medinside.ch. just-medical!, Baar, 23. April 2024, abgerufen am 5. Dezember 2024.
39. 1 2 3  Esther Diener-Morscher (em): Auch Thurgau will keine neue Herzchirurgie in St. Gallen. In: medinside.ch. just-medical!, Baar, 5. Juni 2024, abgerufen am 5. Dezember 2024.
40. ↑  Regula Weik: St.Galler Herzchirurgie: Gesundheitsexperte zur Thurgauer Beschwerde. In: St.Galler Tagblatt. CH Regionalmedien AG, Aarau, 7. Juni 2024, abgerufen am 5. Dezember 2024.
41. 1 2  pd: Universitäres Lehr- und Forschungsspital. In: Christoph Blocher (Hrsg.): St.Galler Nachrichten. Nr. 18.2024. Swiss Regiomedia AG (St.Galler Nachrichten), St.Gallen 1. Mai 2024, S. 3.
42. ↑  Die Bauetappen. kssg.ch, abgerufen am 5. September 2021.
43. ↑  Vgl. Conrad Brunner: Über Medizin und Krankenpflege im Mittelalter in Schweizerischen Landen (= Veröffentlichungen der Schweizerischen Gesellschaft für Geschichte der Medizin und der Naturwissenschaften. Band 1). Orell Füssli, Zürich 1922, S. 104–105.